# Paratephrosia lanata
Genre
Espèce

Paratephrosia lanata est une espèce de plantes à fleurs dicotylédones de la famille des Fabaceae, sous-famille des Faboideae, endémique d'Australie.
C'est l'unique espèce acceptée du genre Paratephrosia (genre monotypique).
Certains auteurs considèrent cette espèce comme un synonyme de Tephrosia lasiochlaena.